# Victoria Berbecar
Victoria Berbecar (n. 4 februarie 1944, Petru Rareș, Bistrița Năsăud – d. 13 ianuarie 2022) a fost o învățătoare și o preoteasă română, fiind o promotoare a tradiției covorului maramureșean.

## Biografie
Victoria Berbecar s-a născut în satul Ciceu Mihăiești din comuna Petru Rareș, județul Bistrița Năsăud. Pe 13 noiembrie 1972 s-a căsătorit cu teologul Isidor Berbecar împreună cu care a avut trei copii. 
În 1972 și-a luat diploma de licență la Institutul Pedagogic Baia Mare, Facultatea de Filologie iar în 1981 diploma de licență la Universitatea „Alexandru Ioan Cuza” Iași, Facultatea de Limba română și  Limba franceză. 
Începând ci 1971 a fost profesoară în mai multe școli pentru ca în perioada 1991 – 1998 să fie directoare a Școlii Generale de Arte și Meserii Botiza. După mutarea în Botiza în 1974 Berbecar a descoperit meșteșugul tradițional al țesutului covoarelor. Pe plan local ea a reînviat în comunitate tehnica țesutului în ciur pentru realizarea covoarelor și vopsitul cu culori naturale obținute din plante.
Berbecar a prezentat covoarele țesute tradițional în expoziții din întreaga lume. În 2011, la inițiativa artistului vizual Mircea Cantor, Berbecar a realizat împreună cu acesta o expoziție intitulată Covorul zburător. Expoziția care a fost prezentată cu susținerea ICR din New York la Washington D.C. și New York conținea o serie de covoare maramureșene și două lucrări concept ale lui  Mircea Cantor, sub formă de covoare intitulate "Avioane (de război) și Îngeri" au fost țesute manual la Botiza.

## Premii și distincții (selecție)
Victoria Berbecar a participat de-a lungul celor 50 de ani de activitate la târguri meșteșugărești și tradiționale, în țară și străinătate și a fost recunoscută pentru valoarea lucrărilor expuse prin diplome și distincții. Dintre acestea câteva sunt: 
- 2000 - Titlul de Cetățean de Onoare a comunei Botiza
- 2004 - Diplomă pentru Țesut - Muzeul Civilizației Populare Tradiționale ASTRA Sibiu
- 2004 - Diplomă de excelență pentru întreaga operă de creație - Muzeul Național al Satului "Dimitrie Gusti"